# Église Sainte-Anne-des-Palefreniers
L’église Sainte-Anne-des-Palefreniers (en italien : Sant'Anna dei Palafrenieri) est une église du Vatican située à proximité immédiate de la porte sainte-Anne au nord de la place Saint-Pierre. C'est le siège de l'une des deux paroisses que compte la cité pontificale (l'autre étant la basilique Saint-Pierre), ainsi que son cimetière officiel. Elle est desservie par les moines augustins.

## Histoire
Son nom vient du fait qu'elle était autrefois le lieu de culte où se rassemblait l'archiconfraternité des Palefreniers pontificaux (it), fondée en 1378 par le pape Urbain VI, dont sainte Anne (la mère de la Vierge Marie) était la patronne, confrérie qui rassemblait des gentilshommes de cour que Clément VII éleva au rang de nobles, au XVIe siècle.
La construction de l'édifice fut ordonnée par le pape Pie IV peu avant sa mort en 1565. Mais les travaux ne débutèrent réellement qu'en 1572. Après la mort de l'architecte Giacomo Barozzi, dit « Vignole », l'année suivante, c'est son fils Giacinto qui assura la conduite des travaux commencés par son père.
Pie XI en fit le siège d'une paroisse, le 30 mai 1929, qu'il confia aux Augustins. Son territoire couvre les 44 hectares de la Cité du Vatican, y compris le palais apostolique, sauf les appartements pontificaux. Les paroissiens sont environ 500, en majorité non résidents.

## Architecture
C’est le premier exemple à Rome d’église construite sur un plan elliptique due à Vignole.
La façade est due cependant à Francesco Borromini.

 
Elle abrita pendant un temps un célèbre tableau du Caravage, la Madone des palefreniers commandé à l'artiste par la confrérie, mais refusé par la Fabrique de Saint-Pierre qui jugea l'œuvre scandaleuse.

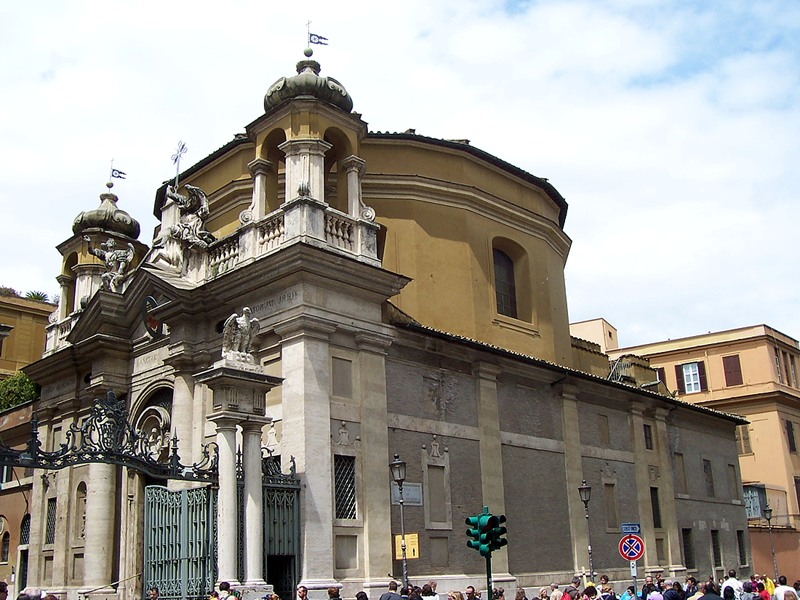
Vue générale de l'église
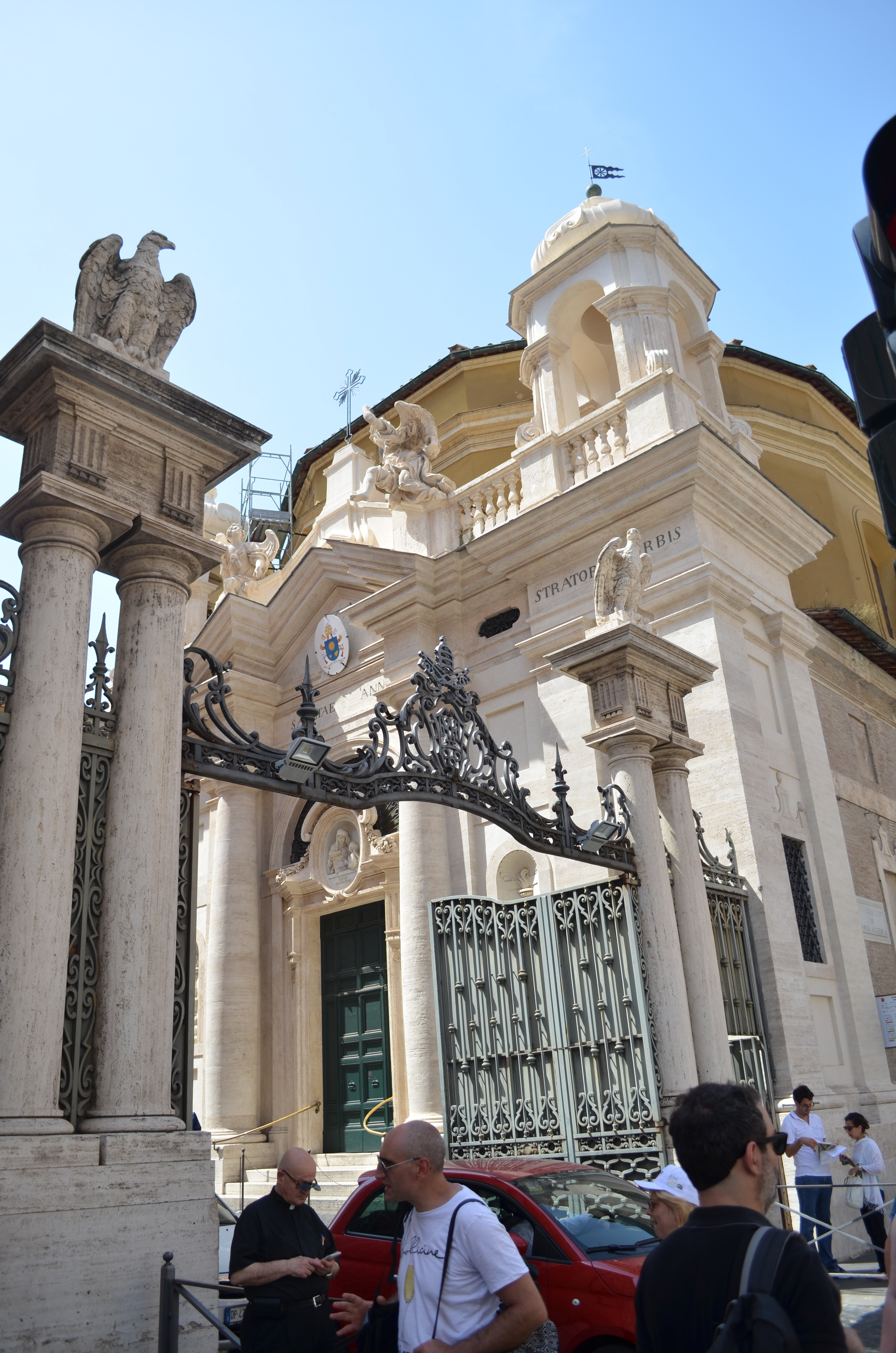
Portique d'accès au Vatican
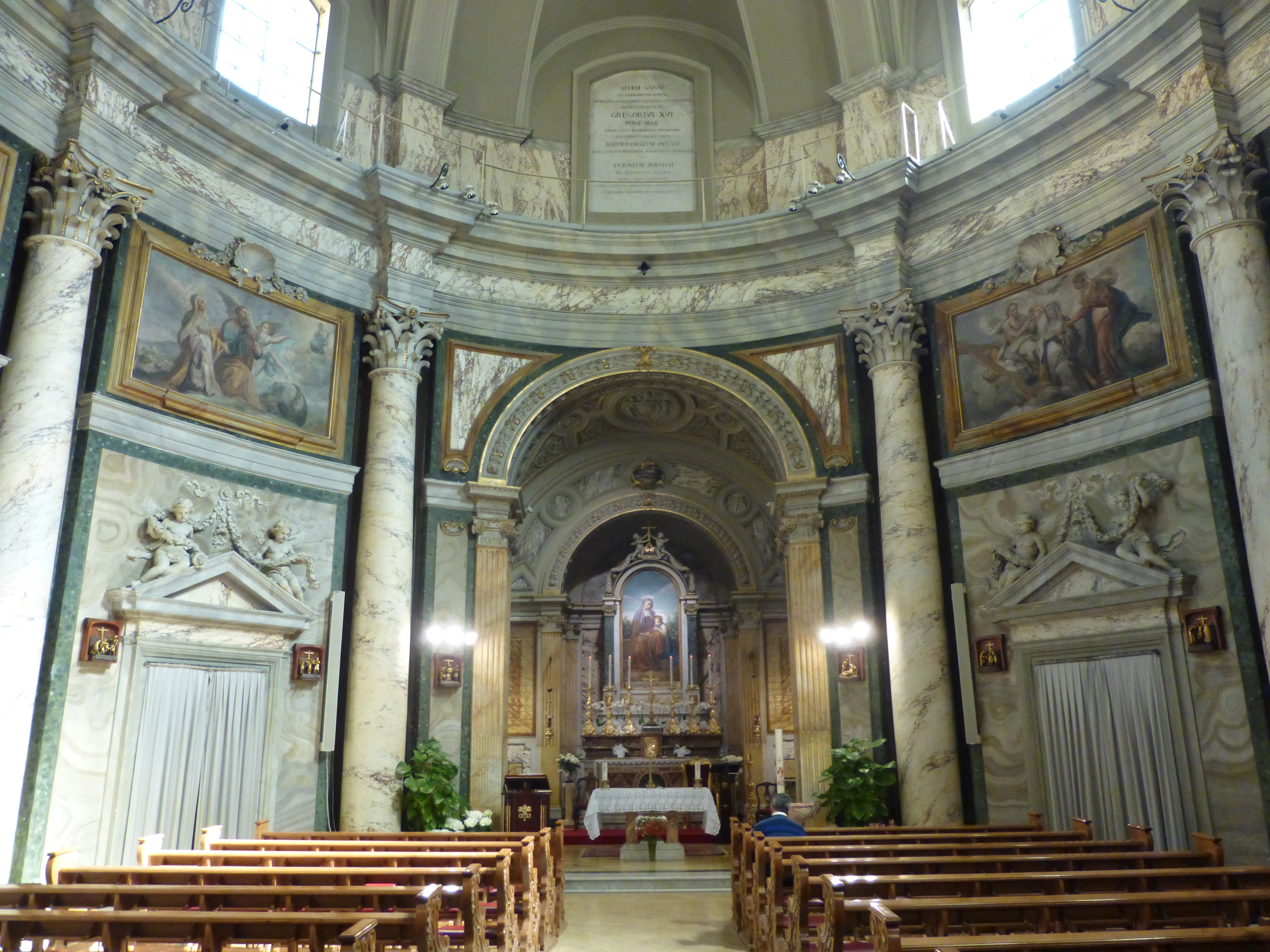
Intérieur